# Maitum
Maitum (Bayan ng Maitum) är en kommun i Filippinerna. Kommunen ligger på ön Mindanao, och tillhör provinsen Sarangani. Folkmängden uppgår till 35 536 invånare.

## Bildgalleri

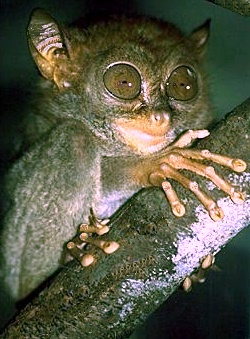
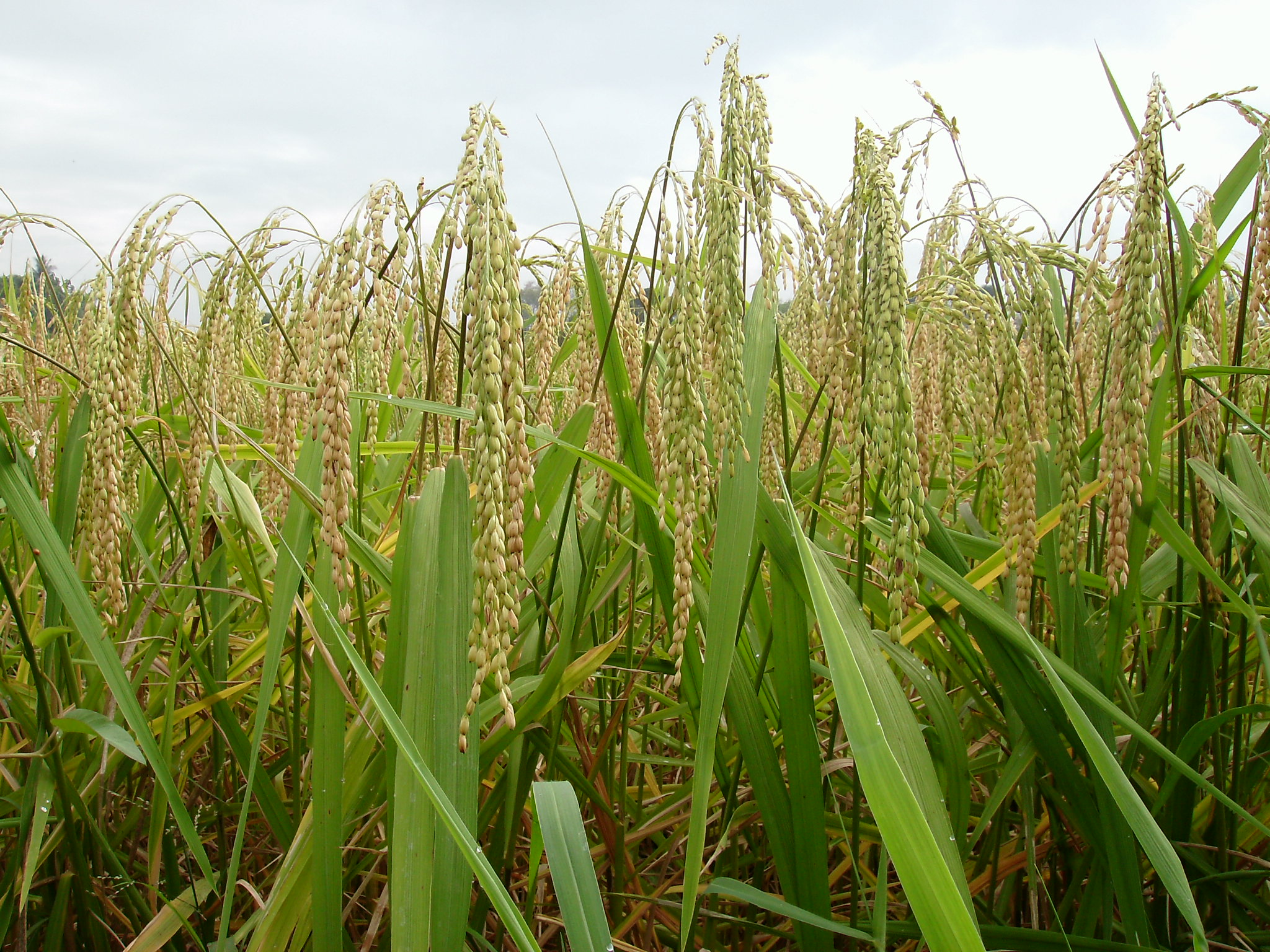

## Barangayer
Maitum är indelat i 19 barangayer.
| - Bati-an - Kalaneg - Kalaong (Perret) - Kiambing (Linao) - Kiayap - Mabay (Cawa, Rudes) - Maguling (Luan) - Malalag (Pob. Maitum) - Mindupok - New La Union | - Old Poblacion - Pangi - Pinol - Sison (Edenton, Maligaya) - Ticulab - Tuanadatu - Upo - Wali (Green Field) - Zion |